# De Jouwer (Westerkwartier)
De Jouwer is een gehucht in de gemeente Westerkwartier in de provincie Groningen. Het ligt ten Oosten van Grootegast, iets ten zuiden van Kuzemerbalk.
Het gehucht ligt op een van de zandkoppen in het zuidelijke Westerkwartier. De boerderijen in het gehucht waren oorspronkelijk bezit van het klooster in Kuzemer. Na de Reductie van Groningen in 1594 kwamen de landerijen in handen van de provincie. Een deel hiervan werd in de achttiende eeuw gekocht door Daniël Onno de Hertoghe, die vanuit De Jouwer probeerde het omligende veen af te graven voor de winning van turf. De arbeiders die hij daarbij aantrok werden gehuisvest in barakken die bekendstonden als De Tenten. De vervening was geen groot succes, maar een deel van het gebied staat nog wel steeds bekend als De Tenten.
De naam De Jouwer verwijst waarschijnlijk naar het Friese woord voor haver.